# 伊利斯基
伊利斯基（羅馬化：Ilʹskiy）是俄罗斯克拉斯诺达尔边疆区的市级镇，属谢韦尔斯卡亚区，位于库班河流域内一小河伊利河（Иль）河畔，地处克拉斯诺达尔边疆区西部，在区行政中心谢韦尔斯卡亚西、边疆区首府克拉斯诺达尔西南方，西侧有同属一区的市级镇黑海镇。A146公路穿过该地。
镇名来自于河名。该地2021年人口有26,393人；2010年人口23,781；2002年人口22,323；1989年人口19,077。